# Moschea dello Scià
La moschea dello Shah (in persiano مسجد شاه‎, Masjid-e Shāh) è la principale moschea di Esfahan. Eretta nel 1629 al lato sud di Piazza Naqsh-e jahàn, una delle piazze più grandi del mondo, il cui complesso è stato dichiarato dall'UNESCO patrimonio dell'umanità nel 1979.
Costruita durante il periodo safavide, l'edificio è un eccellente esempio di architettura islamica dell'Iran e dell'arte islamica in generale. La moschea è riconosciuta come uno dei più grandi capolavori dell'architettura persiana.
Con la caduta dello Scià di Persia nel 1979 e l'istituzione della Repubblica islamica dell'Iran (vedi Rivoluzione islamica), la moschea dello Scià è stata ribattezzata moschea dell'Imam, con riferimento all'imam leader della rivoluzione Ruhollah Khomeyni.

## Storia

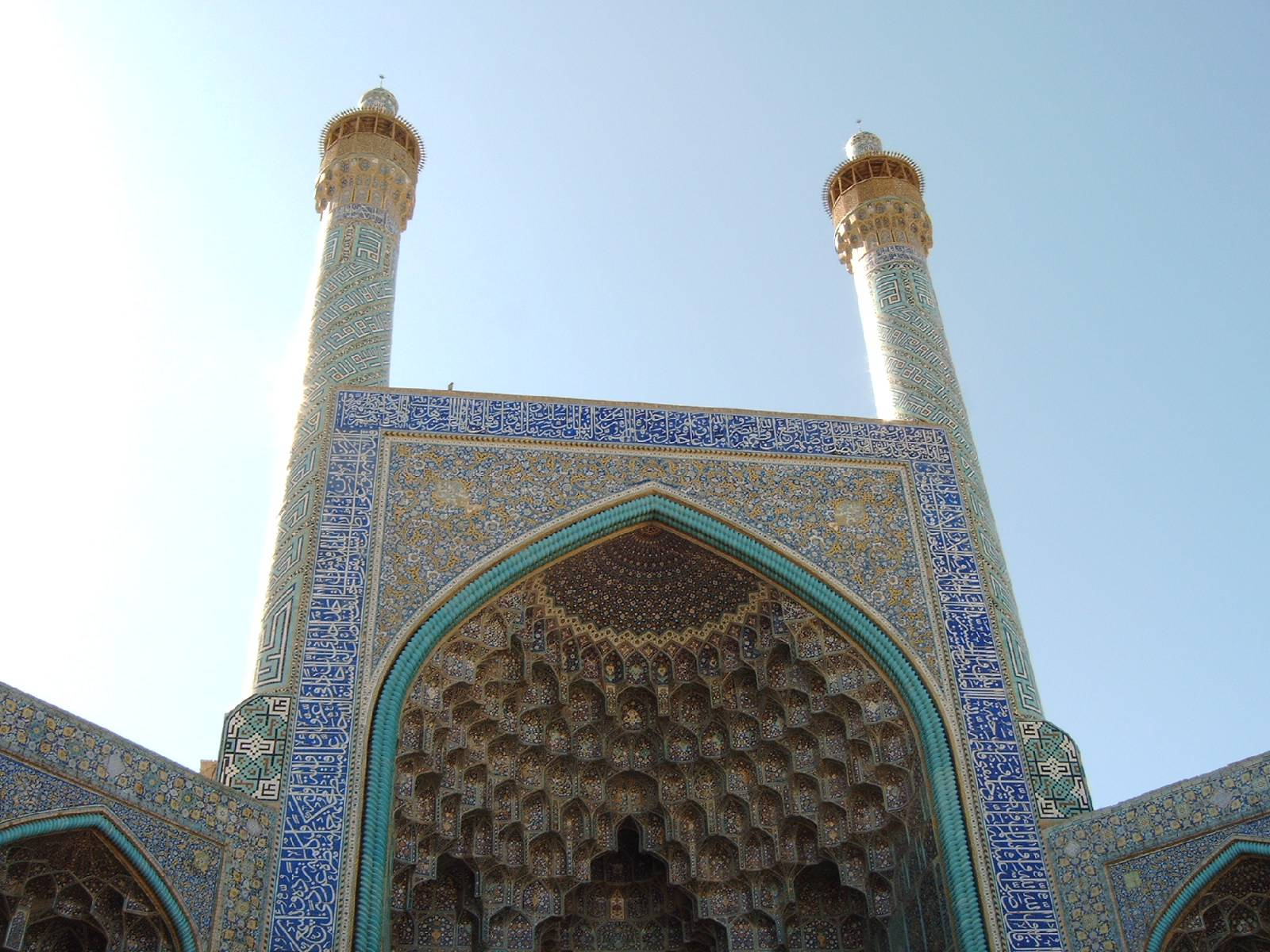
veduta della facciata

La moschea fu voluta da 'Abbas I il Grande, che nel 1611 ne ordinò l'inizio dei lavori. A quel tempo lo Scià aveva già compiuto 52 anni; per permettergli di vedere compiuta la sua opera si introdusse per la prima volta in Iran la tecnica delle piastrelle già dipinte da assemblare poi secondo il modello prestabilito. Tale scelta fu determinante, infatti le tecniche tradizionali disponibili erano complessi mosaici realizzati con milioni di singole piastrelle, o dipingendo direttamente le decorazioni sulle pareti (proprio il palazzo di Ali Qapu, sul lato ovest della piazza, possiede decorazioni di questo tipo).

Tramite questa innovazione già nel 1629 (18 anni dopo dall'inizio dei lavori) la moschea fu praticamente terminata, benché i lavori si protraessero fino al 1638.
La pianta asimmetrica della moschea è dovuta a un doppio allineamento: il portale è orientato verso la piazza in direzione opposta alla porta Qeysarieh ossia la porta del Bazar di Isfahan, la moschea invece in direzione della Mecca.

## Architettura

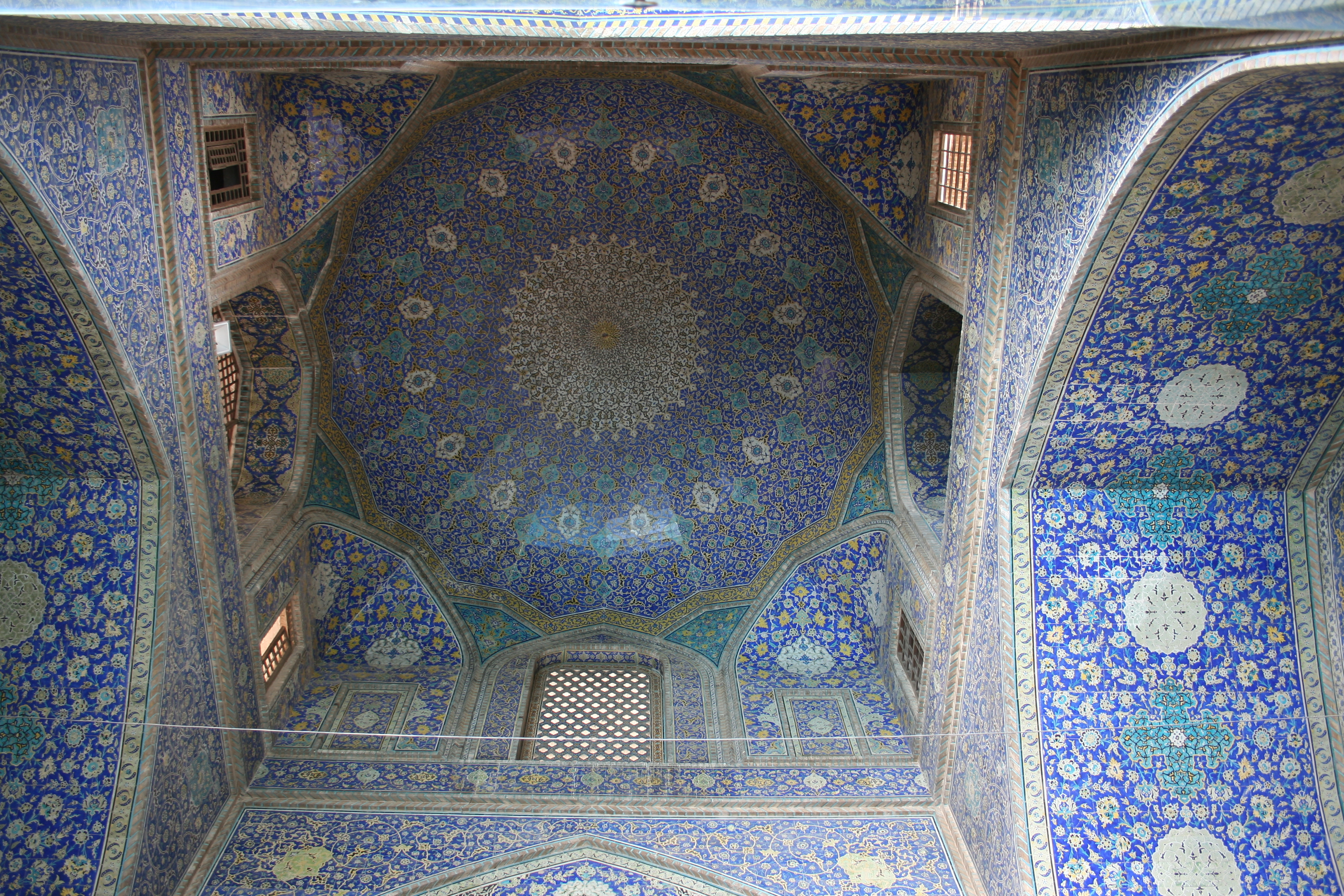
veduta dell'interno.

Il portale dell'edificio è alto 30 metri ed è decorato da moarraq kashi (mosaici raffiguranti motivi geometrici, floreali e calligrafici), affiancato da due minareti di 42 metri. Tutte le mura dell'edificio sono decorate con tessere di mosaico di sette colori con un notevole effetto ottico.
La porta di accesso, in legno ricoperto da strati di oro e argento, è decorato con alcuni poemi scritti in caratteri calligrafici nasta'liq. La moschea è dotata di 4 iwān, dei quali il più grande è quello che indica la direzione della Mecca. Dietro di esso si apre uno spazio ricoperto dalla più grande cupola della città, alta 52 metri (il santuario principale). L'edificio contiene due madrase.
Nel cortile interno circondato dai 4 iwan i portici possiedono raffinati mosaici blu e gialli chiamati haft rangi. Al centro vi è una vasca per le abluzioni.
Dall'iwan meridionale si accede al santuario principale con la grande cupola. In questo spazio è famoso l'effetto eco riprodotto dal grande volume. Le tonalità di eco prodotte, secondo gli scienziati sono 49, anche se l'orecchio umano nel percepisce solo 12. Non è raro infatti trovare gruppi di turisti che provano l'effetto eco al centro della sala.
Gli architetti della moschea furono:
- Ustad Ali Akbar Isfahani
- Ustad Fereydun Naini
- Ustad Shoja' Isfahani

## Galleria d'immagini

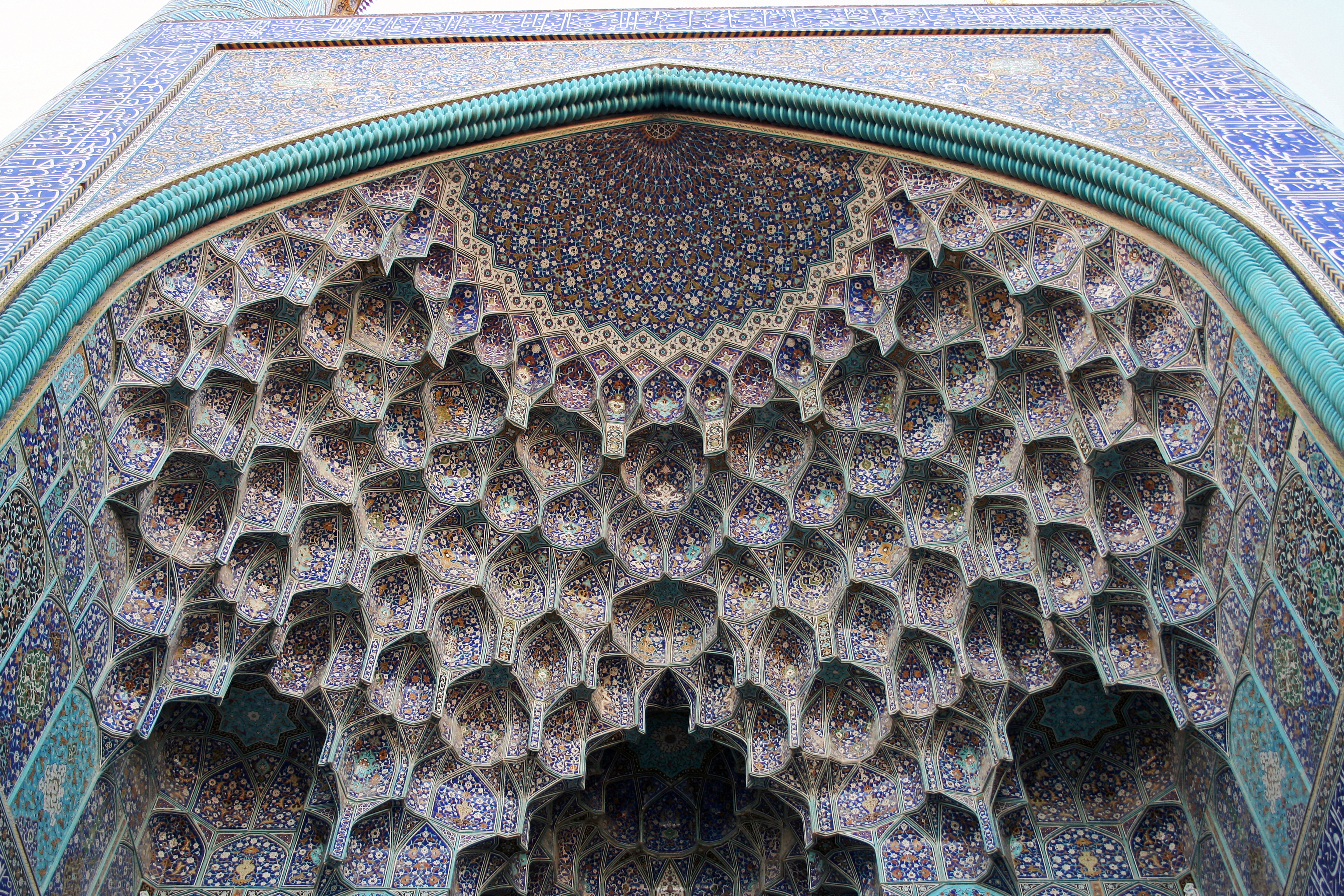
Muqarnas della facciata
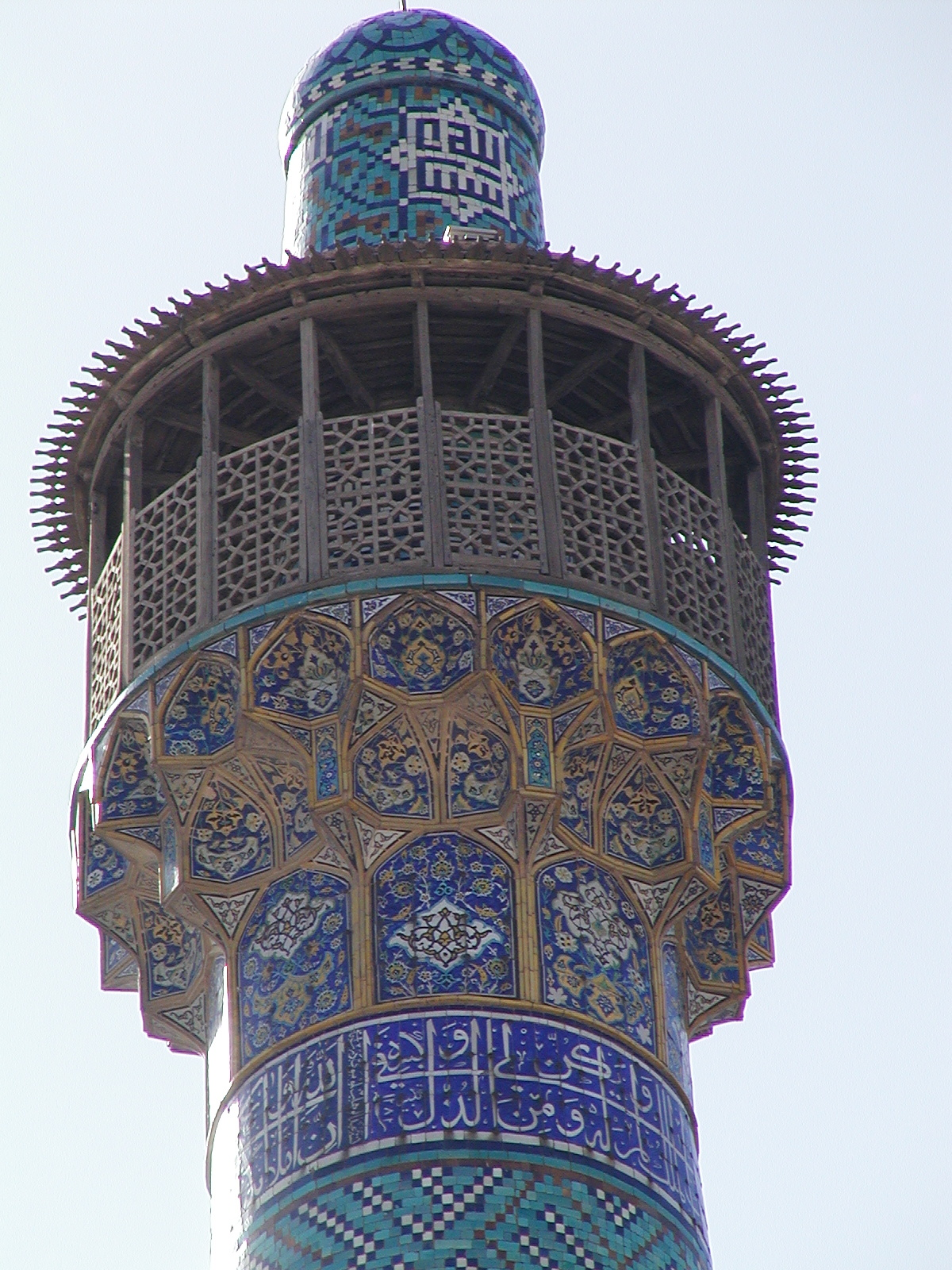
particolare di un minareto
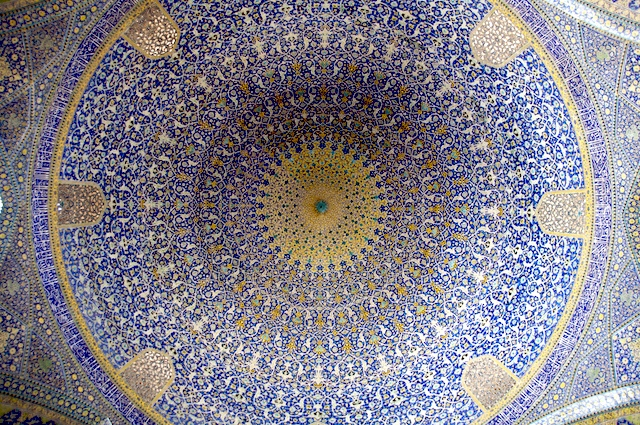
l'interno della cupola
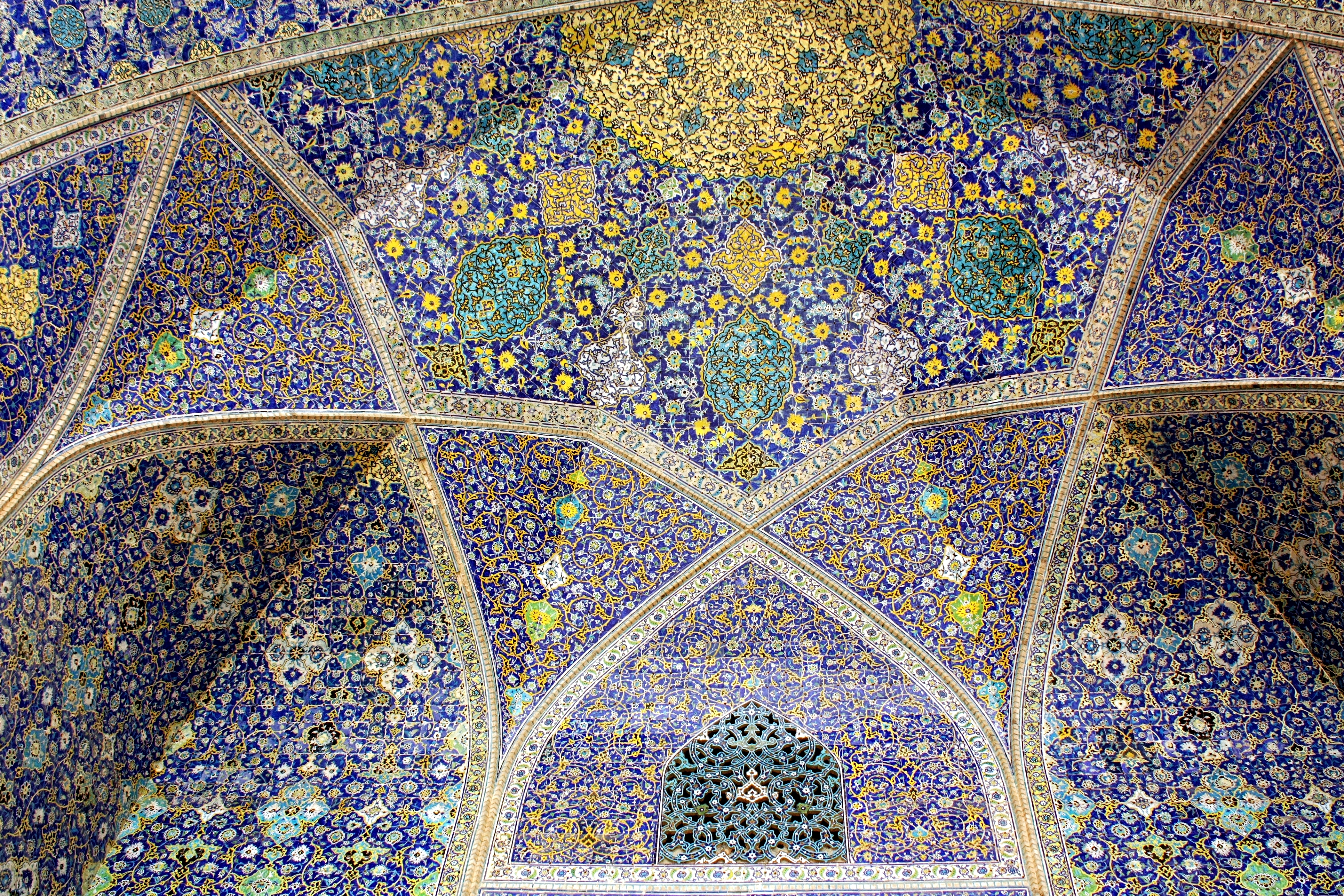
particolare della ricca decorazione interna
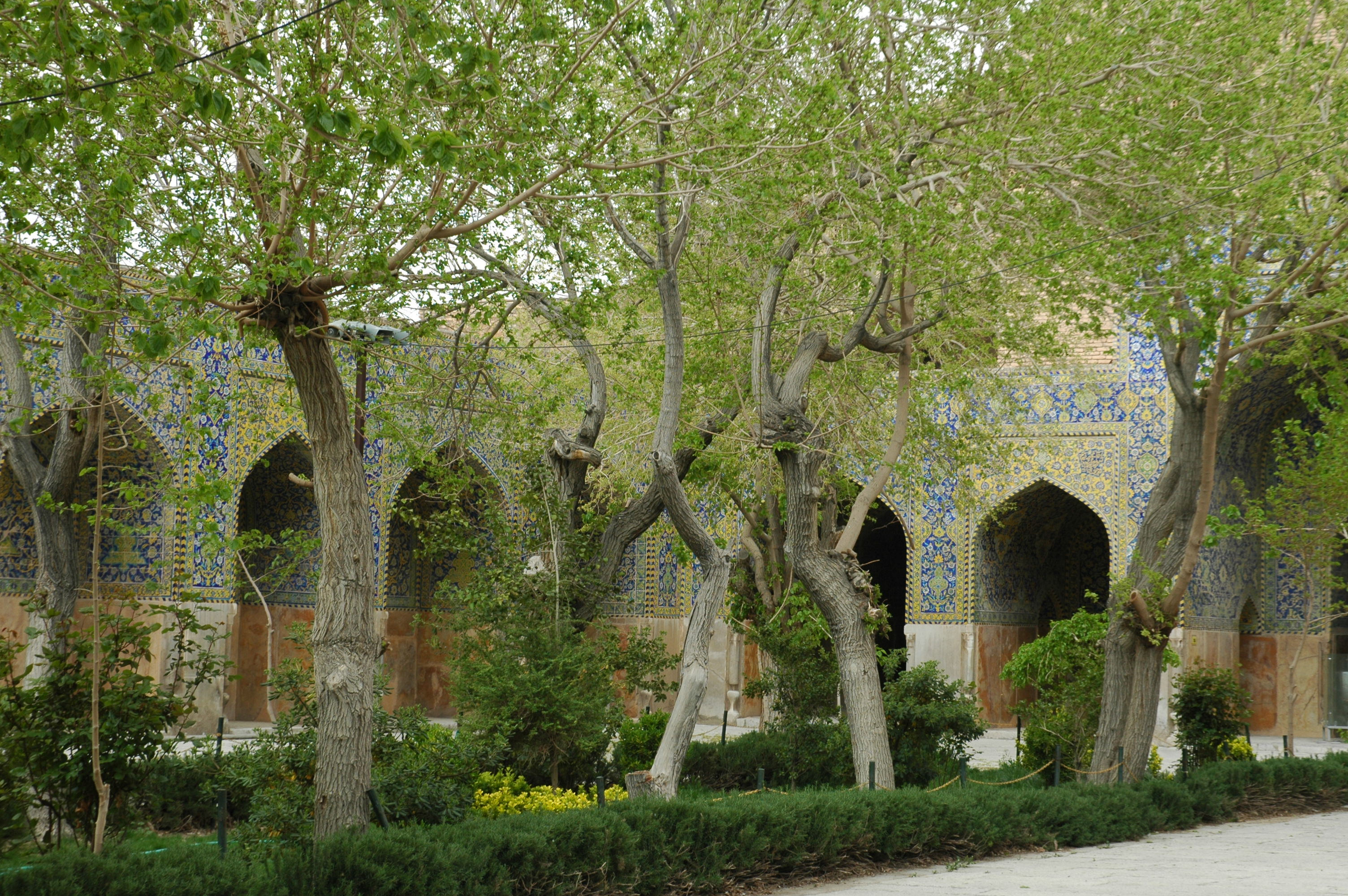
Giardini interni
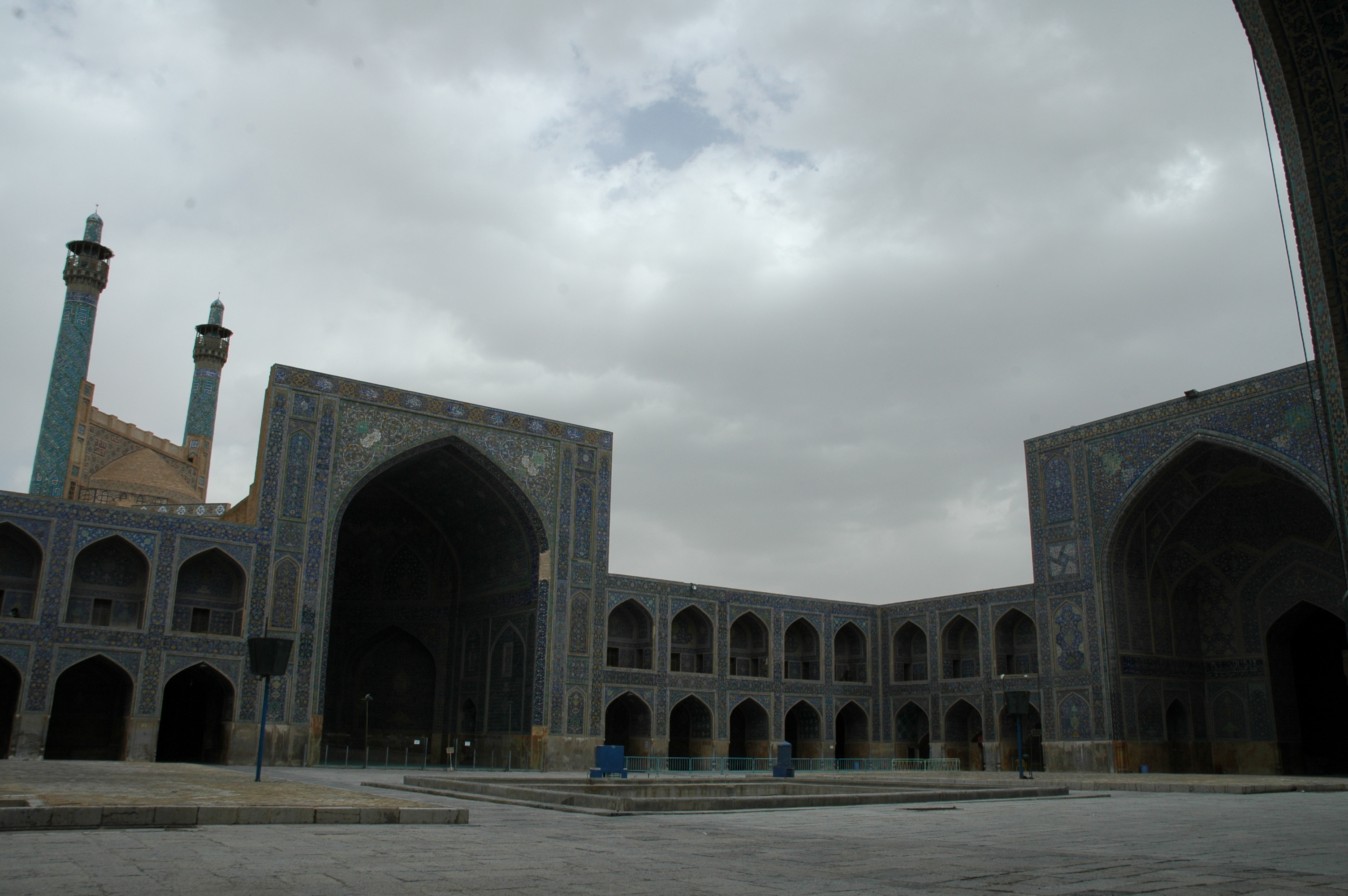
Gli ampi spazi della Moschea
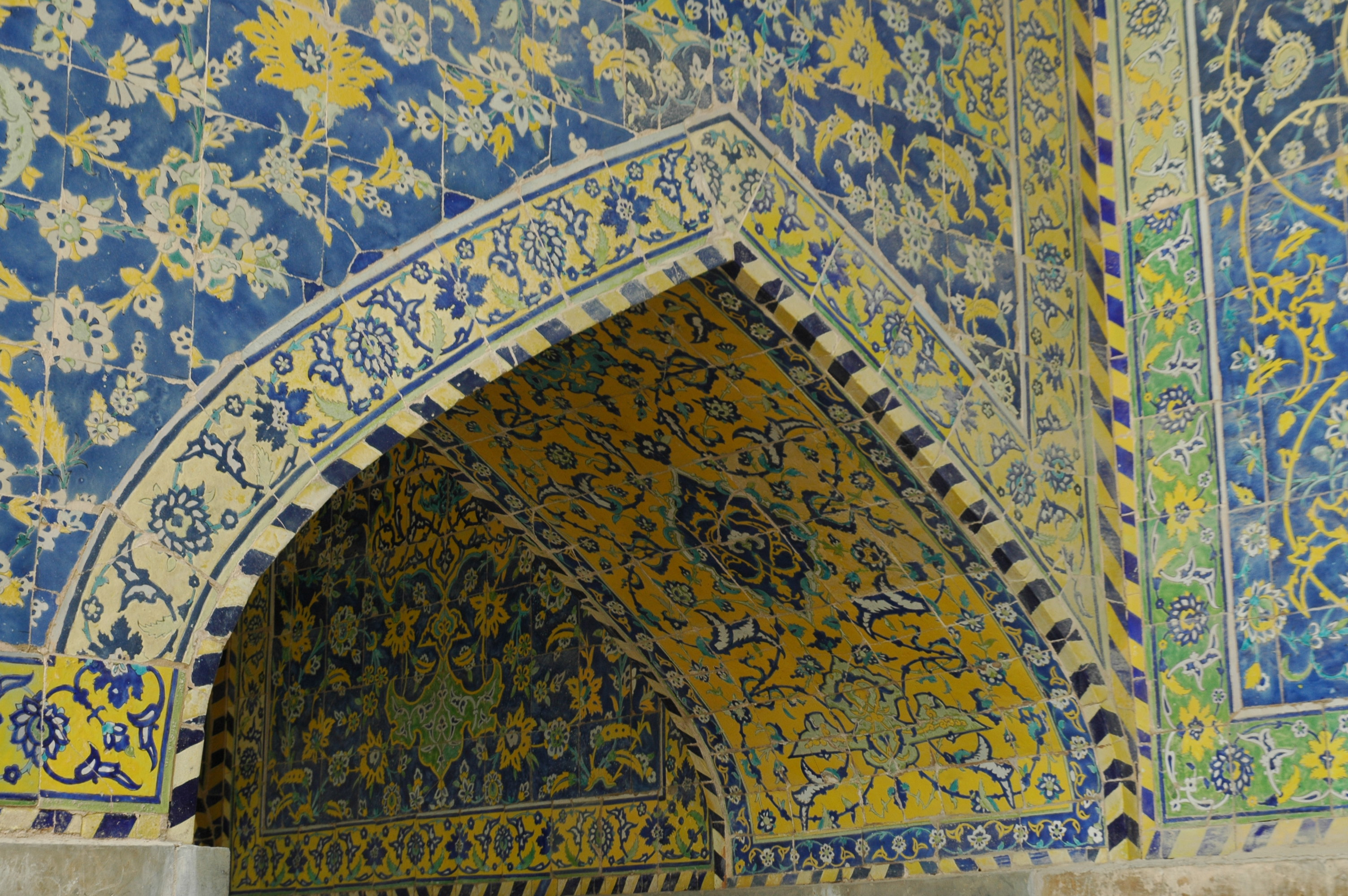
Particolare delle decorazioni
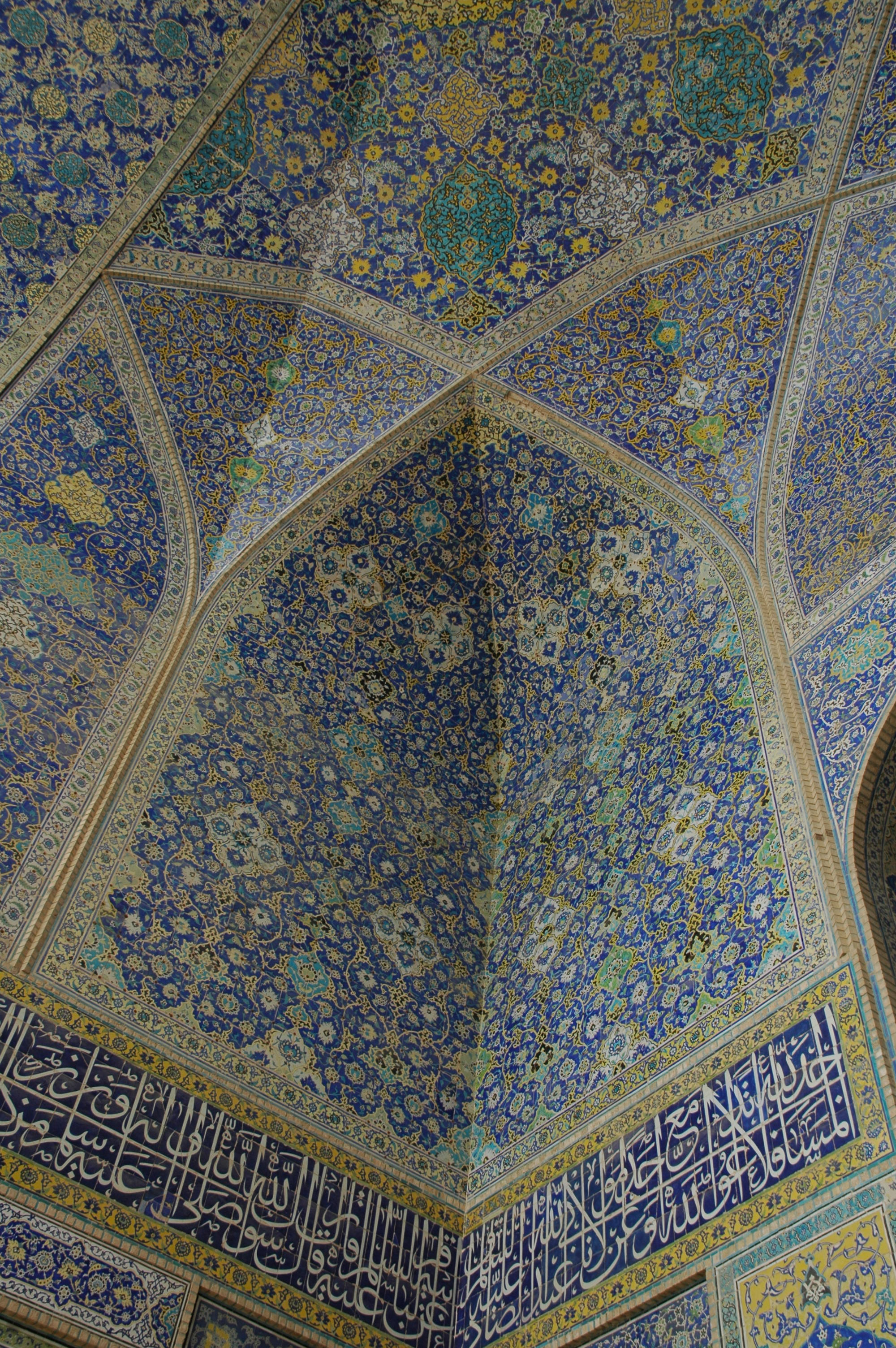
I colori degli interni
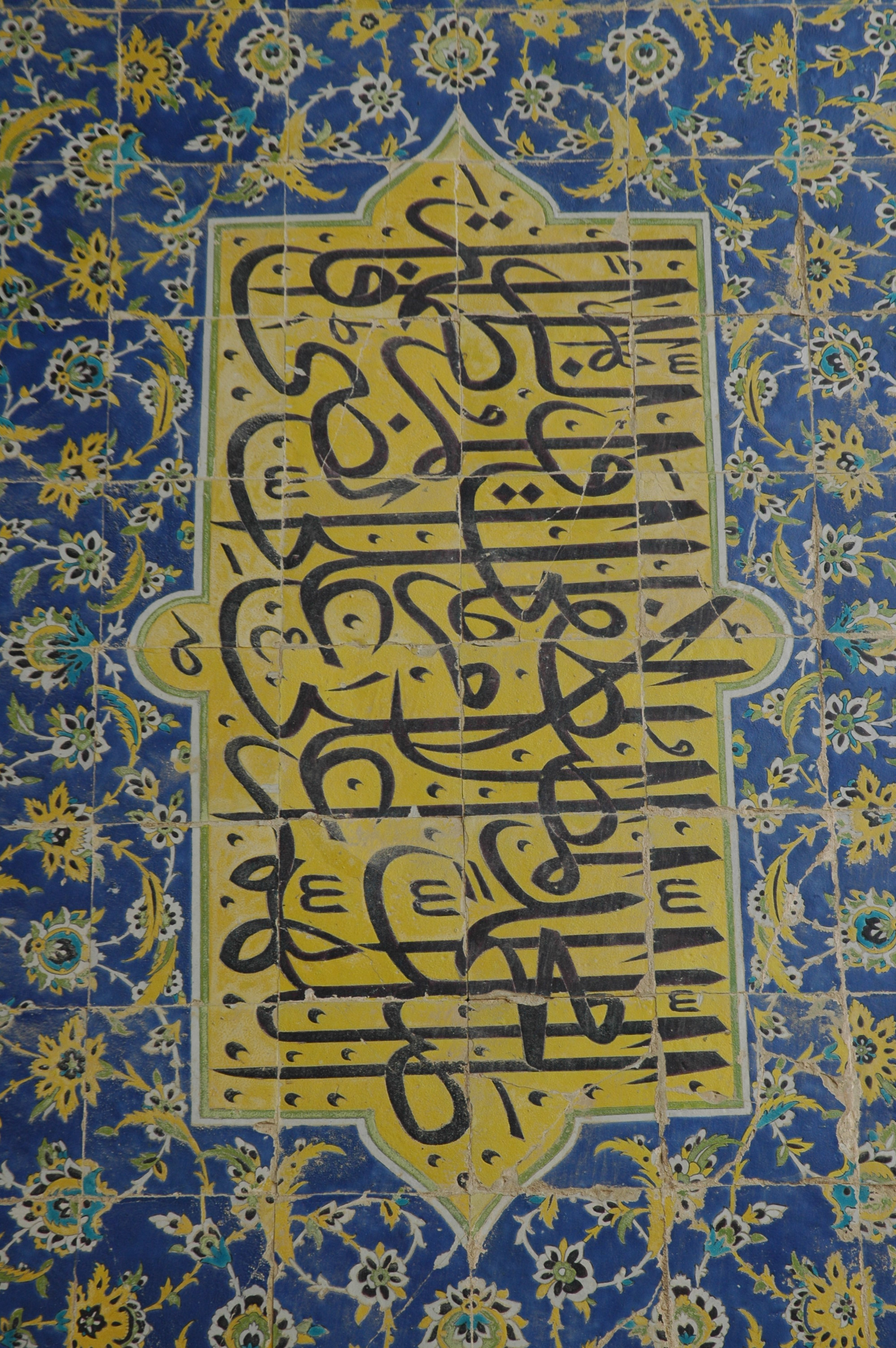
Una particolare iscrizione